# Louis Braille

Louis Braille, Ausschnitt der Porträtminiatur von Lucienne Filippi, Geburtshaus in Coupvraie

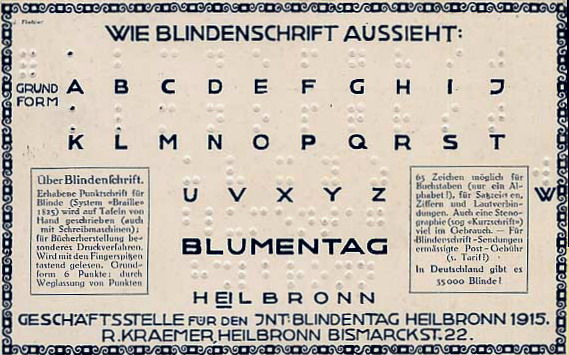
Brailleschrift-Postkarte zum Int. Blindentag, 1915

Louis Braille in Braille

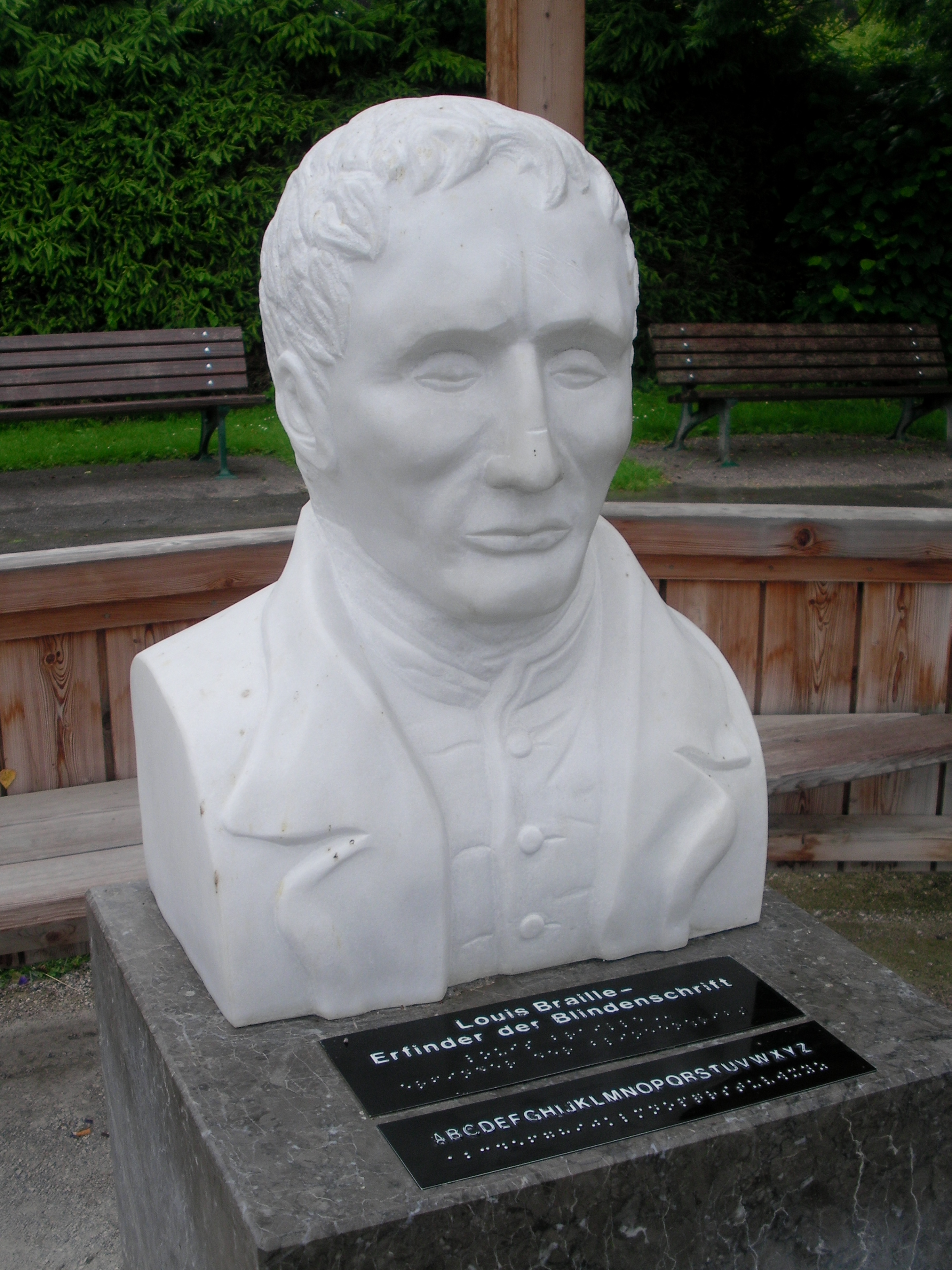
Büste Brailles an der Seepromenade in Bad Wiessee

Belgische 2-Euro-Gedenkmünze zum 200. Geburtstag von Louis Braille, 2009

Louis Braille [lwi bʁɑj] (* 4. Januar 1809 in Coupvray, Île-de-France; † 6. Januar 1852 in Paris) war ein französischer Blindenlehrer, ein Pionier der Blindenbetreuung und Erfinder des nach ihm benannten Punktschriftsystems für Blinde, der Brailleschrift oder kurz Braille.

## Leben und Wirken

### Erfindung in Kindheit und Jugend
Im Alter von drei Jahren verletzte sich Braille mit einer Ahle aus der Sattlerwerkstatt seines Vaters am Auge. Das verletzte Auge entzündete sich und das zweite, bis dahin unversehrte Auge erkrankte ebenfalls. Diese Sympathische Ophthalmie führte zur völligen Erblindung des fünfjährigen Louis. Da sich der wissbegierige Junge nicht damit abfinden wollte, Literatur nur durch Vorlesen erleben zu können, dachte er über eine Schrift für Blinde nach.
Louis Braille erfand seine Blindenschrift nicht allein. Er baute auch auf den Überlegungen anderer auf. In der Blindenschule von Valentin Haüy, die er ab 1819 besuchte, lernte er ein System kennen, das Haüy bei einem Konzert mit anschließendem Gespräch mit der blinden Komponistin, Pianistin und Musikpädagogin Maria Theresia Paradis während ihrer dreijährigen Europatournee mit Parisaufenthalt kennengelernt hatte. Für sie war ein Setzkasten entwickelt worden, mit dem sie ihre Korrespondenz und ihre Noten setzen, blinde und sehende Kinder gemeinsam unterrichten und so auch für ihren Lebensunterhalt selbst sorgen konnte. Haüy war davon dermaßen fasziniert, dass er diese Gerätschaften auch für sich entwickelte, mit der sich bewegliche Lettern und Noten in Papier prägen ließen, die somit ertastbar wurden.
Louis Braille wurde so als Schüler Haüys auf dieses System aufmerksam gemacht und experimentierte in der Schusterwerkstatt seines Vaters damit, aus Lederstücken Dreiecke, Quadrate und Kreise herzustellen, die die Schrift zusätzlich vereinfachen sollten. Das Ergebnis stellte ihn aber nicht zufrieden. Als 11-Jähriger lernte Braille die von einem Artilleriehauptmann namens Charles Barbier für militärische Zwecke erfundene „Nachtschrift“ kennen, die ein kompliziertes System von Punkten und Silben darstellte. Braille vereinfachte diese Schrift, indem er die Silben durch Buchstaben ersetzte und die Anzahl der Punkte von zwölf auf sechs pro Zeichen reduzierte. Mit dieser binären 6-Bit-Codierung konnten 64 verschiedene Zeichen dargestellt werden (26 = 64), die – auch infolge des Verzichts auf den Unterschied zwischen Groß- und Kleinbuchstaben – gar nicht ausgenutzt sind. Obwohl dieser Zeichenvorrat groß genug gewesen wäre, führte Braille ein Sonderzeichen für das „Umschalten auf Ziffern“ ein (z. B. gelten die oberen 4 Punkte als „g“ und nach dem Umschalten als „7“). 1825 hatte der erst 16-jährige Louis Braille seine Blindenschrift fertiggestellt.

### Brailleschrift

#### Erste Schritte: Literatur in der Punktschrift
Obwohl die Schriftzeichen leicht erlernbar und einfach zu schreiben waren, konnten sie sich lange nicht durchsetzen. Mit 27 Jahren übertrug Louis Braille eine Auswahl aus den Werken des blinden englischen Dichters John Milton und versuchte, mit einem öffentlichen Vortrag zu beweisen, dass er schnell schreiben und lesen konnte. Doch seine Zuhörer glaubten, er habe die Texte auswendig gelernt.
Louis Braille schrieb an den französischen Innenminister und erhielt die nichtssagende Antwort: „Diese Arbeit scheint mir hervorragend, und Herr Braille verdient, ermutigt zu werden.“ Eine offizielle Anerkennung blieb jedoch aus. Hinzu kam, dass der neue Direktor der Blindenschule die Punktschrift verbot. Er war der Auffassung, dass sich Blinde durch eine Schrift, die Sehenden unbekannt sei, isolierten. Außerdem hatte der Direktor ein Handleitgerät erfunden, mit dem die Buchstabenschrift geschrieben werden konnte. Manche Schüler aber praktizierten die Punktschrift heimlich weiter.

#### Entwicklung einer Notenschrift für Blinde
1828 erfand Louis Braille eine ebenfalls auf den sechs Punkten basierende Notenschrift, zunächst für das Klavier. Er übertrug ganze Orgelpartituren in seine neue Blinden-Musikschrift. Sie setzte sich schnell durch und ist bis heute die perfektionierte Möglichkeit für Blinde, Musiknoten zu lesen und zu schreiben. Mittlerweile ist diese Schrift auch international standardisiert.
Braille absolvierte auch eine Ausbildung zum Organisten, die er 1833 abschloss. Er übte diese Tätigkeit an der Orgel der Pariser Kirche Saint Nicolas des Champs aus.

#### Entwicklung der Raphigrafie
1839 veröffentlichte Louis Braille seine Raphigrafie zur Nachbildung der lateinischen Buchstaben durch Punkte, an der er längere Zeit gearbeitet hatte. Gedacht war diese Schrift für blinde Schüler, die Angehörigen oder Freunden schreiben wollten, welche diese Brailleschrift nicht lesen konnten. Die Groß- und Kleinbuchstaben sowie Ziffern des Raphigrafie-Alphabetes waren bis zu zehn Punkte hoch und unterschiedlich breit. Mit der einsetzenden Entwicklung der mechanischen Schreibmaschine geriet diese Schrift wieder in Vergessenheit.

### Brailles Tod und die internationale Anerkennung der Blindenschrift
Erst 1850 wurde die Brailleschrift offiziell zum Gegenstand des Unterrichts an französischen Blindenschulen. Den internationalen Durchbruch seiner Erfindung erlebte Braille nicht mehr. Er starb 1852 in Paris an Tuberkulose. 1879 wurde die Brailleschrift offiziell in Deutschland eingeführt.
100 Jahre nach seinem Tod wurde Brailles Körper exhumiert und in das Panthéon in Paris überführt. Seine Hände, die eine so zentrale Bedeutung für die Erfindung hatten, blieben jedoch in Brailles Grab am Heimatort.

## Nachleben
1999 wurde der Asteroid (9969) Braille nach ihm benannt.
Zum 200. Geburtstag von Louis Braille gab Belgien am 25. September 2009 eine 2-Euro-Gedenkmünze heraus.
Auch Italien gab am 15. Oktober 2009 eine 2-Euro-Gedenkmünze zu diesem Anlass aus.
Eine weitere Münze wurde 2009 von der Republik Palau (pazifische Inseln) im Wert von 5 Dollar herausgegeben. Das Besondere an dieser Münze ist der Schriftzug „Louis Braille“, der weder in Brailleschrift noch in lateinischen Buchstaben, sondern in der erst 2008 erfundenen 9-Punkt-Schrift Fakoo ausgeführt wurde.
Der Deutsche Blinden- und Sehbehindertenverband (DBSV) führt alljährlich mit der Blista in Marburg das Louis-Braille-Festival durch.
Der Blinden- und Sehbehindertenverband Wien, Niederösterreich und Burgenland hat seinen Sitz im nach ihm benannten Louis Braille Haus in Wien; der Blinden- und Sehbehindertenverband Württemberg e. V. im Louis Braille Haus in Stuttgart.